# Liétald II de Mâcon
Liétaud ou Letaud ou Léotalde II de Mâcon (915-965) fut comte de Mâcon de 943 à 965 et comte dans la province de Besançon de 952 à 965.

## Biographie
Il naît aux alentours de 915. Fils du comte Aubry Ier de Mâcon († 943) et d'Atallana ou Attala de Mâcon (fille de Raculfe).
Il épouse Ermengarde (fille du comte Manassès Ier l'Ancien et de son épouse Ermengarde), avec qui il a eu :
- Le futur comte Aubry II de Mâcon.

Il épouse en secondes noces Berthe (fille du comte Garnier de Sens et de Theutberge d'Arles) et sœur de Hugues de Vienne, ce qui va lui permettre d'étendre son influence dans la province de Besançon. Il épouse en troisièmes noces Richilde.
Il disparaît en 965. Son fils Aubry II de Mâcon lui succède.